# Dibakana Mankessi
Dibakana Mankessi, né Jean-Aimé Dibakana Mouanda le 26 septembre 1966 à Jacob (actuel Nkayi), est un écrivain et sociologue congolais originaire du Congo-Brazzaville. Il est lauréat du Grand prix Afrique en 2023 avec son roman Le psychanalyste de Brazzaville.

## Biographie
Jean-Aimé Dibakana Mouanda, nait le 26 septembre 1966 à Jacob (actuel Nkayi) dans le centre sud de la République du Congo. Titulaire d’un Doctorat en sociologie, il enseigne cette discipline en région parisienne où il travaille également pour une communauté d’agglomération,. Essayiste, nouvelliste et romancier, Dibakana Mankessi est auteur de plusieurs écrits portant couramment sur l’analyse des changements sociaux dans la partie subsaharienne de l’Afrique (Subsaharie),. Il remporte le Grand prix Afrique en 2023,, ainsi que le Prix Orange du Livre en Afrique en 2024, avec son ouvrage Le psychanalyste de Brazzaville,.

## Publications
- 2006 : On m’appelait Ascension Férié, Paris, L’Harmattan, 209p. (roman)[5]
- 2010 : La brève histoire de ma mère, Paris, Acoria, 212p. (roman)[5]
- 2014 : « Les dames de la patte d’oie », in ‘’Collectif Palabres autour des arts’’ dirigé par Joss Doszen, Sous mes paupières. Extérieur vies, Paris, L’Harmattan, pp. 47-56 (nouvelle)[5]
- 2016 : « Bibi, pas même putain de la révolution, c’est moi », in Collectif dirigé par Marien Fauney Franklyn, l’insoumis, Paris, La doxa, pp. 21-39 (nouvelle)[5]
- 2018 : Atipo, mon mari et autres nouvelles, Paris, La Doxa, 236p. (recueil de 11 nouvelles)[5]
- 2023 : Le psychanalyste de Brazzaville, Pointe-noire, Les lettres mouchetées, 454p[5].

## Prix et distinctions
- 2023 : Grand prix d'Afrique pour Le psychanalyste de Brazzaville[9]
- 2024 : Prix Orange du Livre en Afrique pour Le psychanalyste de Brazzaville[8],[10]